# Butzensee
Butzensee är en sjö i Österrike.   Den ligger i distriktet Bregenz och förbundslandet Vorarlberg, i den västra delen av landet. Butzensee ligger 2 117 meter över havet.
Trakten runt Butzensee består i huvudsak av kala bergstoppar.